# Thorin
Thorin II Escudo de Roble (Thorin II Oakenshield en el original en inglés) es un personaje ficticio del legendarium del escritor británico J. R. R. Tolkien. Thorin II es un enano del linaje de Durin. Nacido en la Montaña Solitaria en 2746 de la Tercera Edad, es hijo de Thráin II y nieto de Thrór, el último rey bajo la Montaña antes del ataque de Smaug el Dorado. Murió a los 196 años en brazos de su amigo, el hobbit Bilbo Bolsón, en la batalla de los Cinco Ejércitos, según narra Tolkien en su obra El hobbit.

## Historia ficticia

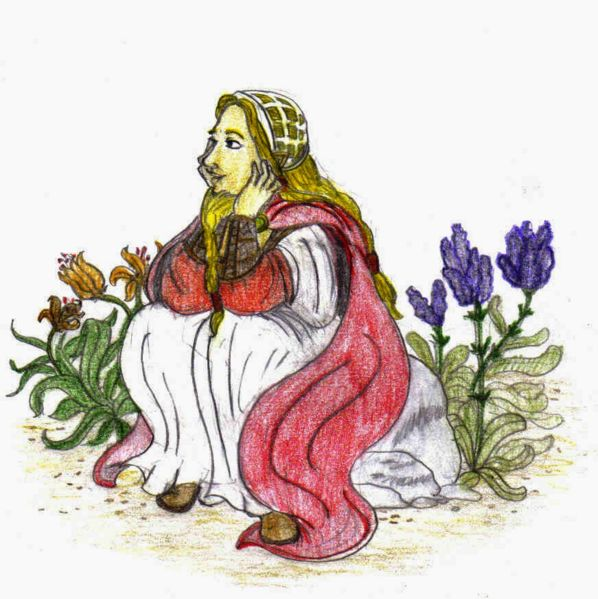
Dis, hermana de Thorin y madre de Fili y Kili

Thorin fue expulsado, siendo menor de edad (24 años), junto a su abuelo y a su padre de Erebor, por acción del dragón Smaug, en 2770 T. E.; huyendo hacia el sur con una pequeña compañía e instalándose en las Tierras Brunas.
Al morir su abuelo a manos de Azog el Orco en las Puertas de Moria, su padre Thráin II comienza la Guerra entre Enanos y Orcos (2793-2799 T. E.), para vengar la muerte de Thrór; de la que Thorin participa activamente siendo todavía muy joven y valeroso. Es en la Batalla de Azanulbizar donde obtiene su apodo, puesto que se cuenta que:

(...) su escudo se partió, y que él lo arrojó, y con el hacha cortó una rama de roble que sostuvo en la mano izquierda para parar los golpes asestados por sus enemigos o esgrimiéndola como una porra.
— J. R. R. Tolkien, El Señor de los Anillos, «Apéndice A».

Al terminar la guerra junto con su padre, y el resto de su pueblo iniciaron una vida errante, hasta que por fin se instalaron en las Montañas Azules (se cree que en las ruinas de Nogrod). Después de la desaparición de Thráin II, Thorin se convirtió en Rey de su pueblo y heredero de Durin a los 95 años de edad. Allí prosperó con la producción de artículos de hierro, y también la población creció con la llegada de muchos Enanos errantes. Pero nunca olvidó al Dragón de la Montaña Solitaria y tuvo deseos de volver a esta y recuperar sus riquezas, matando a Smaug. 
En enero de 2941 T. E. y cuando volvía de un viaje a Rivendel, se encontró en Bree con el Mago Gandalf y allí tramaron la idea de recuperar Erebor. Un mes más tarde contactan a Bilbo Bolsón e inician la travesía hacia la Montaña Solitaria junto a una compañía de doce Enanos, entre los que se encontraban sus sobrinos Fíli y Kíli.
Tras meses de peripecias, en donde fueron atacados por tres Trolls en las Landas de Etten, por Trasgos en las Montañas Nubladas (salvados por las águilas de Gwaihir), atacado por las arañas en el Bosque Negro y capturado como bandido por los Elfos Silvanos de Thranduil, llegó a Esgaroth, y de allí se dirigió a tratar de conquistar de nuevo la Montaña Solitaria. 
El Dragón Smaug, molesto por la presencia de Bilbo y los Enanos de Thorin, salió de su guarida enfurecido y atacó a Esgaroth, donde fue muerto por Bardo el Arquero. Enterado de esto, Thorin procedió a ocupar sus antiguas estancias y se proclamó como nuevo Rey bajo la Montaña.
Pero la historia no habría de acabar allí. Bilbo encontró y escondió la Piedra del Arca porque pensaba que sería un buen pago por sus servicios de "saqueador" (para eso había sido contratado en un principio, por su pequeña estatura). Thorin la buscó sin éxito por todos los rincones de Erebor y no la encontró. Tres días después de la recuperación del Reino Bajo Montaña, llegaron hasta los pies de la misma un ejército compuesto por Hombres y Elfos dispuestos a solicitarle a Thorin una parte de las riquezas de la Montaña, en compensación por las pérdidas ocasionadas por Smaug a la Ciudad del Lago. El Rey enano se opuso y se encerró en Erebor. Viendo esto, Bilbo decidió usar la Piedra del Arca como prenda de solución del conflicto, dándosela a Bardo, hombre del Valle. Al enterarse Thorin maldijo a Bilbo y lo echó fuera. Al ver esto Bardo, el arquero de ciudad del Lago fue e intentó razonar con Thorin poniéndole dos opciones: La guerra o la paz. Al oír esto Thorin dijo desafiantemente: 'Elijo la guerra'. Bardo al oír esto se retiró.
Al momento de producirse el ataque de Hombres y Elfos contra la Montaña Solitaria, los trasgos y los huargos, llegados de todas partes de las Montañas Nubladas y al mando de Bolgo hijo de Azog, se enfrentaron a ambos bandos, buscando venganza de su anterior humillación, produciéndose lo que se llamó la Batalla de los Cinco Ejércitos. Allí, el Rey bajo la Montaña luchó valientemente con su hacha.  Sin embargo, en la lucha para conservar lo que había ganado, Thorin fue herido de muerte. Pero antes de morir, en su agonía, pidió perdón a Bilbo y le dio las gracias por su coraje y sabiduría. Fue enterrado en lo más profundo de la Montaña con la Piedra del Arca sobre el pecho y su fiel espada Orcrist la Hiende Trasgos, que dio muerte a muchas criaturas de la oscuridad, sobre su sepulcro. Así, su última morada se convirtió en el punto de aviso de la venida de ejércitos de trasgos u orcos, al resplandecer Orcrist cerca de estos.